# Tony Hancock
Tony Hancock (1924–1968) var en brittisk komiker som huvudsakligen var verksam under 1950- och 1960-talen. Han har inte synts mycket för en svensk publik utom i små roller som i Dessa fantastiska män i sina flygande maskiner. I Storbritannien är han däremot en legend, bland annat för komediserien Hancock's Half Hour.